# Brignoliella klabati
Brignoliella klabati är en spindelart som beskrevs av Pekka T. Lehtinen 1981. Brignoliella klabati ingår i släktet Brignoliella och familjen Tetrablemmidae.
Artens utbredningsområde är Sulawesi. Inga underarter finns listade.